# Oporinia bifasciata
Oporinia bifasciata là một loài bướm đêm trong họ Geometridae.